# Sundini

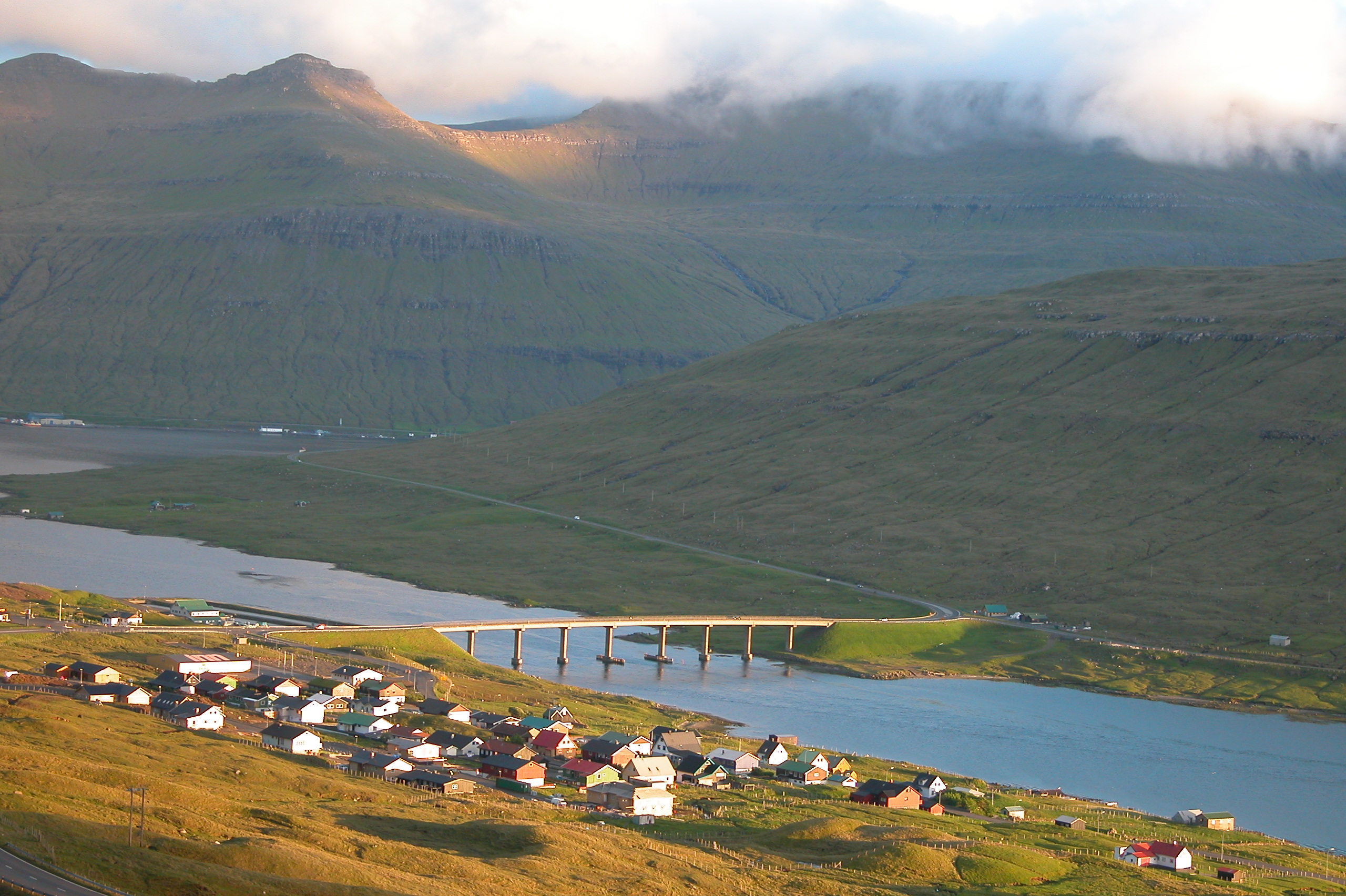
Der Sundini hat an seiner engsten Stelle nicht nur den stärksten Gezeitenstrom, sondern seit 1973 auch die Streymin-Brücke, die erstmals Streymoy und Eysturoy über das Straßennetz verbunden hat.

Der Sundini ist eine natürliche Meerenge der Färöer. Sie trennt die beiden Hauptinseln Streymoy im Westen und Eysturoy im Osten.
Der Name Sundini ist der bestimmte Plural von sund (Sund) und meint also „die Sunde“. Der Sund ist einem extrem starken Gezeitenstrom ausgesetzt, der regelmäßig mit den Gezeiten die Richtung ändert. Der Gezeitenstrom gab der „Strominsel“ Streymoy ihren Namen. Die schmalste Stelle des Sunds heißt daher auch við Streymin „am Strom“ oder  „bei der Strömung“. 
Die Region an beiden Ufern des Sunds nennt man das Sundalag. Die Sunda kommuna, die nur einen Teil des Sundalags ausmacht, ist nicht dasselbe. 
Der Sundini beginnt im Süden bei der Linie Kollafjørður im Westen und Morskranes im Osten. Die südliche Verlängerung des Gewässers heißt Tangafjørður. 
Etwa auf der Mitte des Sundini befindet sich die Streymin-Brücke. Bis zur Eröffnung des Eysturoytunnels im Dezember 2020 war sie die einzige Verbindung der beiden Hauptinseln miteinander. 
Im Norden mündet der Sund bei den Orten Tjørnuvík im Westen und Eiði im Osten in den offenen Nordatlantik.